# Bandeira da Bahia
A Bandeira Estadual da Bahia é o pavilhão do estado brasileiro da Bahia e um dos símbolos oficiais a representar esta unidade da federação. Foi criada em 1889 por Diocleciano Ramos, médico e republicano baiano, e teve seu uso proibido durante o Estado Novo, assim como os demais símbolos subnacionais no país. Embora os detalhes do desenho não tenham sido descritos em legislação, constituições baianas recentes atribuíram ao estado a bandeira em uso como parte dos símbolos oficiais estaduais e decretos de 1960 e 2011 buscaram regular seu uso. Mais que isso, a bandeira da Bahia teve uso disseminado e enraizado na consciência da população baiana.
Suas características remetem à Revolta dos Búzios, à maçonaria, à Inconfidência Mineira, à Revolução Francesa e à Independência dos Estados Unidos. Dessa forma guarda semelhanças com as bandeiras da França, dos Estados Unidos, de Minas Gerais, como também com o histórico de bandeiras de movimentos separatistas e libertários organizados no território baiano. Desenhada em três cores, tem a forma retangular listrada de quatro raias horizontais intercaladas entre branco e vermelho e um quadrilátero azul na área superior esquerda sobre o qual está centralizado um triângulo branco.
A bandeira é elemento constituinte do atual desenho do brasão de armas do estado, sendo apresentada nele em mastro segurado por um tenente que personifica a República. E tem precedência sobre as demais bandeiras estaduais no Brasil. Também é fonte de inspiração e referência para diversos símbolos no estado, como as marcas das gestões de governadores recentes, o brasão de universidades estaduais e o escudo do Esporte Clube Bahia. Além disso, no campo desportivo, costuma ser exibida ou ostentada durante cerimônias de pódio por esportistas da Bahia, especialmente, em competições nacionais.

## História

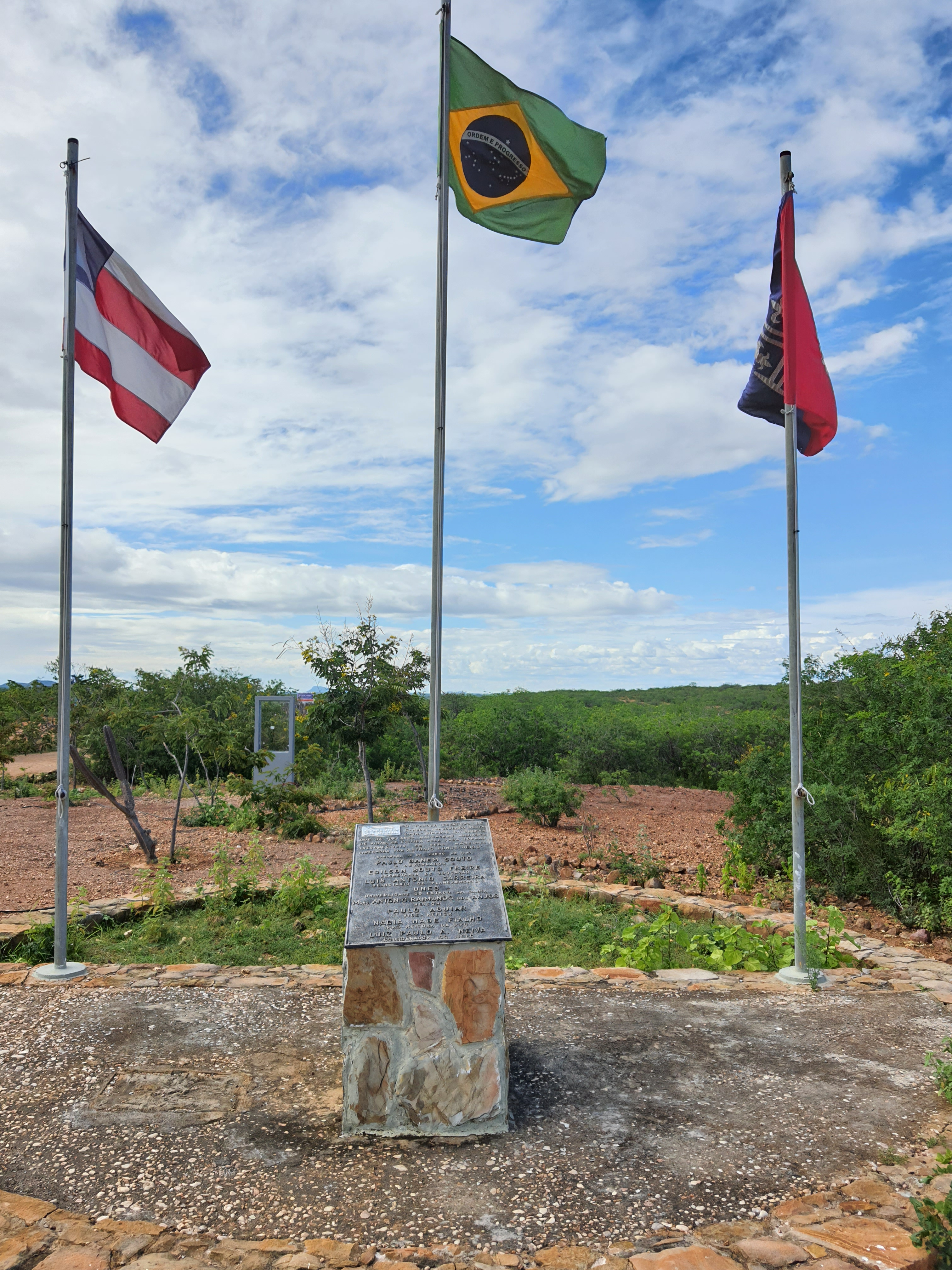
A bandeira hasteada em mastro no Parque Estadual de Canudos, ao lado da bandeira do Brasil e do município baiano de Canudos

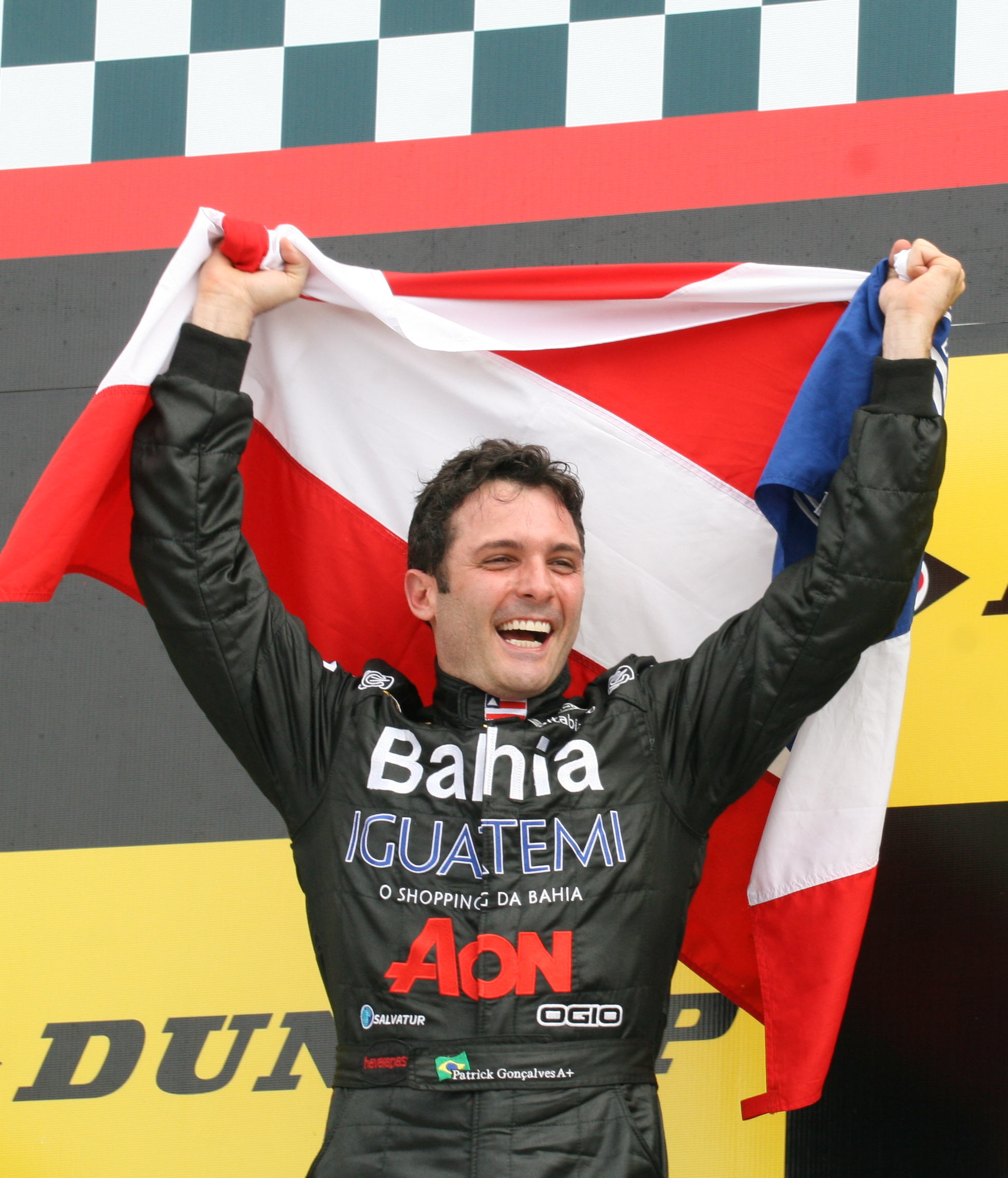
Durante pódio da Stock Car Brasil, o piloto baiano Patrick Goncalves ergue a bandeira do estado

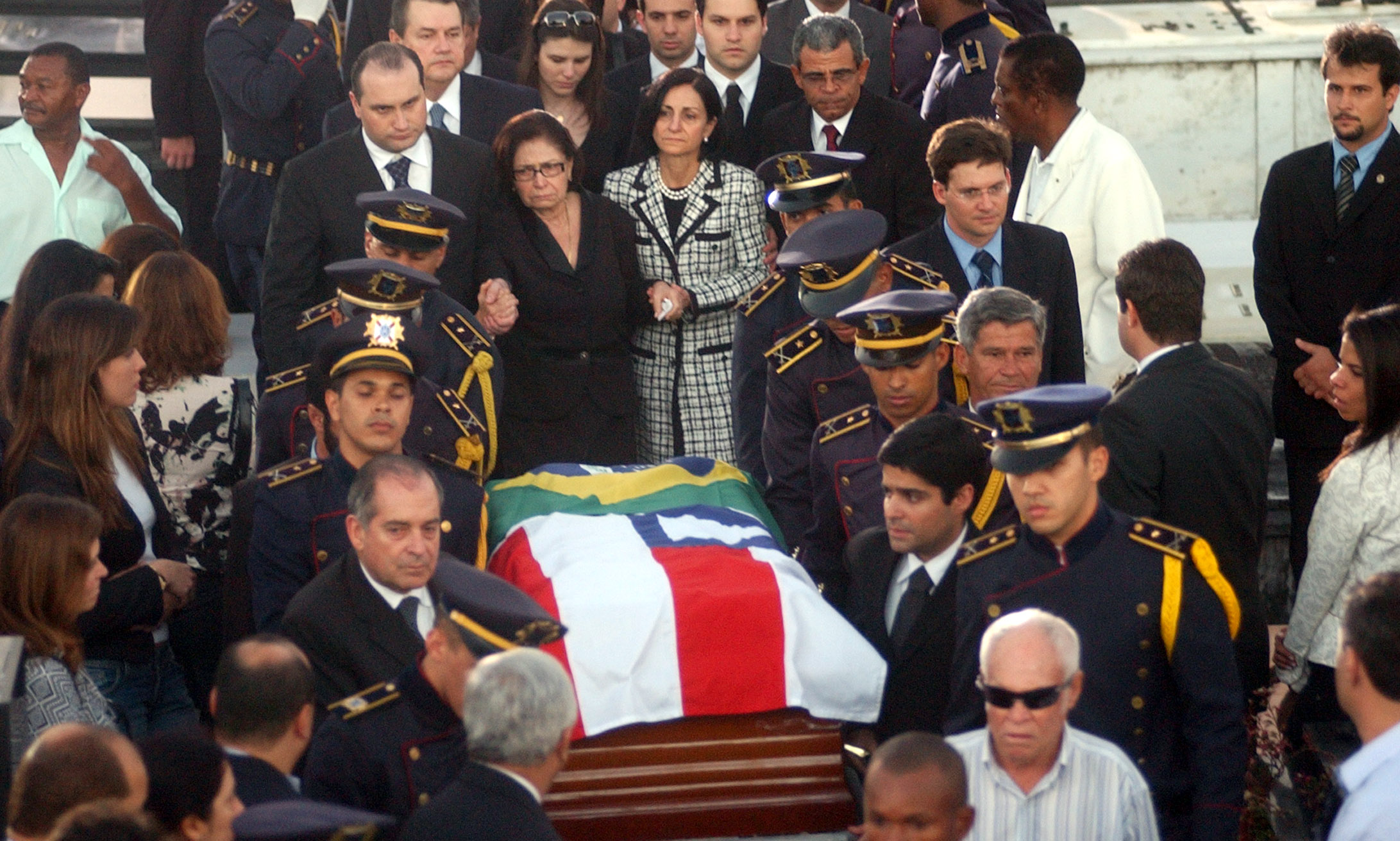
As bandeiras estadual e nacional estendidas sobre o caixão do ex-governador da Bahia Antônio Carlos Magalhães

Durante reunião do Congresso Republicano em Salvador em 25 de maio de 1889, Diocleciano Ramos, professor da Faculdade de Medicina da Bahia, propôs a bandeira para representar o Partido Republicano da Bahia. A proposta submetida na reunião foi aprovada e passou a representar a agremiação no dia seguinte. Quando o Estado da Bahia reconheceu em 17 de novembro de 1889 a proclamação da República no Brasil, a bandeira foi hasteada por Durval Vieira de Aguiar, que era então coronel e o comandante da Polícia da Bahia.
Além do regime republicano, o Brasil passou a ser uma federação e a Constituição brasileira de 1891 transformou as províncias do Império em estados e possibilitou aos mesmos a adoção de símbolos próprios. Apesar disso, a primeira constituição baiana, de 1891, não mencionou uma bandeira ou qualquer outro símbolo representativo para o estado. Ainda assim, o desenho de Ramos deixou de representar apenas a agremiação à qual pertencia e, já em 1933, aquele desenho foi reconhecido como a bandeira do estado na obra Brazões e bandeiras do Brasil, de Clóvis Ribeiro.
A Constituição do Estado da Bahia de 1935 estabeleceu dentre suas disposições gerais que "O Estado e os Municípios adotarão a bandeira, o hino, o escudo e as armas nacionais, sem prejuízo, porém, da faculdade de estes e aquele instituírem, por lei, escudo e insígnias próprias, para as coisas de seu domínio, uso e economia, respeitada a legislação federal sobre o assunto." Porém, a ditadura do Estado Novo (1937-1945), em nome de uma unidade nacional, vetou o uso de bandeiras estaduais, o que ficou em vigor até a revisão do assunto pelos constituintes e revogação com a promulgação da Constituição brasileira de 1946. Apesar disso, a constituição baiana de 1947 apenas previu como símbolos o hino e o brasão de armas em vigor até então.
Alberto Silva, em seu livro A Primeira Cidade do Brasil, de 1953, relatou a inexistência de bandeira oficial descrita e reconhecida em legislação. Seu relato se vinculava à defesa que fez junto com Brás do Amaral da adoção oficial da bandeira dos federalistas de 1832, isto é, da Federação do Guanais e que foi estendida no Forte de São Marcelo naquele ano. Na defesa desta bandeira, qualificou o desenho de Ramos como "alienígena" e representante de um "federalismo estrangeiro", enquanto a bandeira de 1832 seria fruto de "movimento nosso", de idealização e criação "própria".
Nessa situação, o Decreto estadual n. 17 628 de 11 de junho de 1960 é referência histórica para a regulamentação do uso da bandeira estadual baiana. Assinado pelo então governador Juracy Magalhães, o decreto voltou a tornar obrigatória a presença da bandeira em desfiles policial-militares e escolares e obrigou prédios públicos a hastear de sol a sol a bandeira nacional e à direita dela a bandeira estadual. E em edição especial de 7 de agosto de 1964, o Diário Oficial do Estado da Bahia publicou o desenho de Ramos em cores, mas ainda sem precisar suas características e dimensões. Assim, em algum momento depois de 1947, houve adoção da bandeira da Bahia com consequência para o brasão estadual, que sofreu modificações, passando a ter a bandeira como um de seus elementos.
A Constituição Estadual de 1967 introduziu dentre suas disposições preliminares que "São símbolos do Estado a bandeira, as armas e o hino vigorantes na data da promulgação desta constituição, ou os que forem adotados em lei". Com isso, o texto constitucional consolidou a bandeira há muito tempo em uso (de facto) como a bandeira oficial (de jure), ainda que não a tenha precisado qual desenho de bandeira estava em vigor à época da promulgação constitucional. Findada a ditadura militar brasileira (1964-1985), veio uma nova constituição para o país e para a Bahia. Em vigor desde então, a Constituição Estadual de 1989 definiu dentre suas disposições gerais apenas que "São símbolos do Estado a bandeira, o hino e as armas". A respeito da falta de legislação descritiva do desenho da bandeira, no livro Os Símbolos na consciência cívica de um povo, de 1998, Antenor Teixeira escreveu que não há outra alternativa e o desenho de Ramos tem "raízes profundas" no imaginário popular como símbolo representativo e aceito para a Bahia.
Em 2011, o então governador Jaques Wagner editou o Decreto n. 13 487 de 2 de dezembro de 2011 com normas do cerimonial do poder executivo baiano, dentre as quais aquelas relativas ao uso da Bandeira Estadual da Bahia. Sob os mesmos critérios de uso da bandeira nacional, tais normas ainda disciplinaram a apresentação e o hasteamento, como também sua obrigatoriedade para as escolas em regularidade semanal, para os dias de gala e luto oficial nas repartições públicas e para o Dia da Bandeira (19 de novembro) às 12 horas em conjunto com a bandeira nacional. Ainda em torno do uso, o decreto instituiu a devida iluminação da bandeira hasteada à noite e a guarda em "local digno" quando fora de uso.

## Características

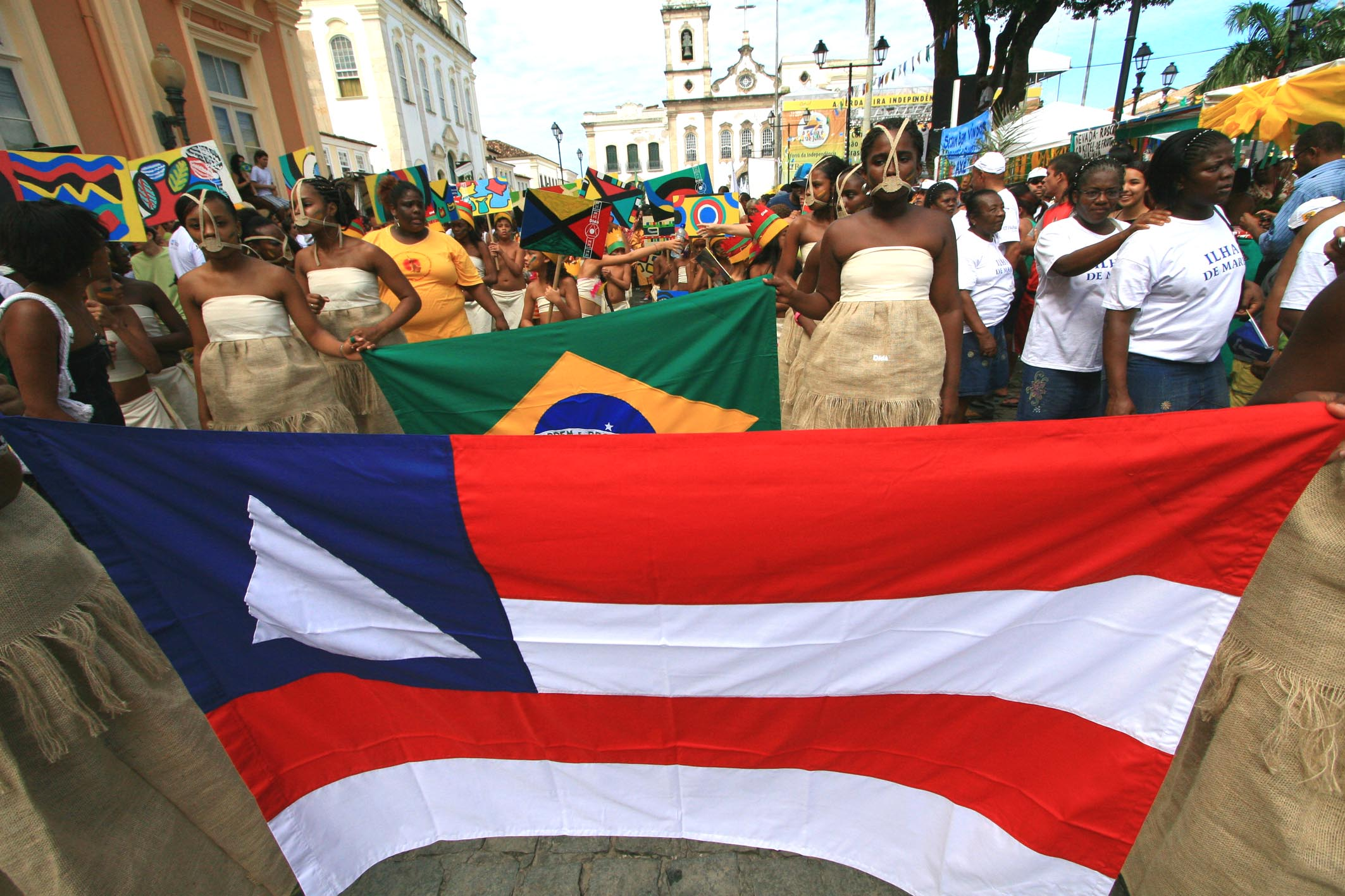
Bandeira distendida durante Festa da Independência da Bahia

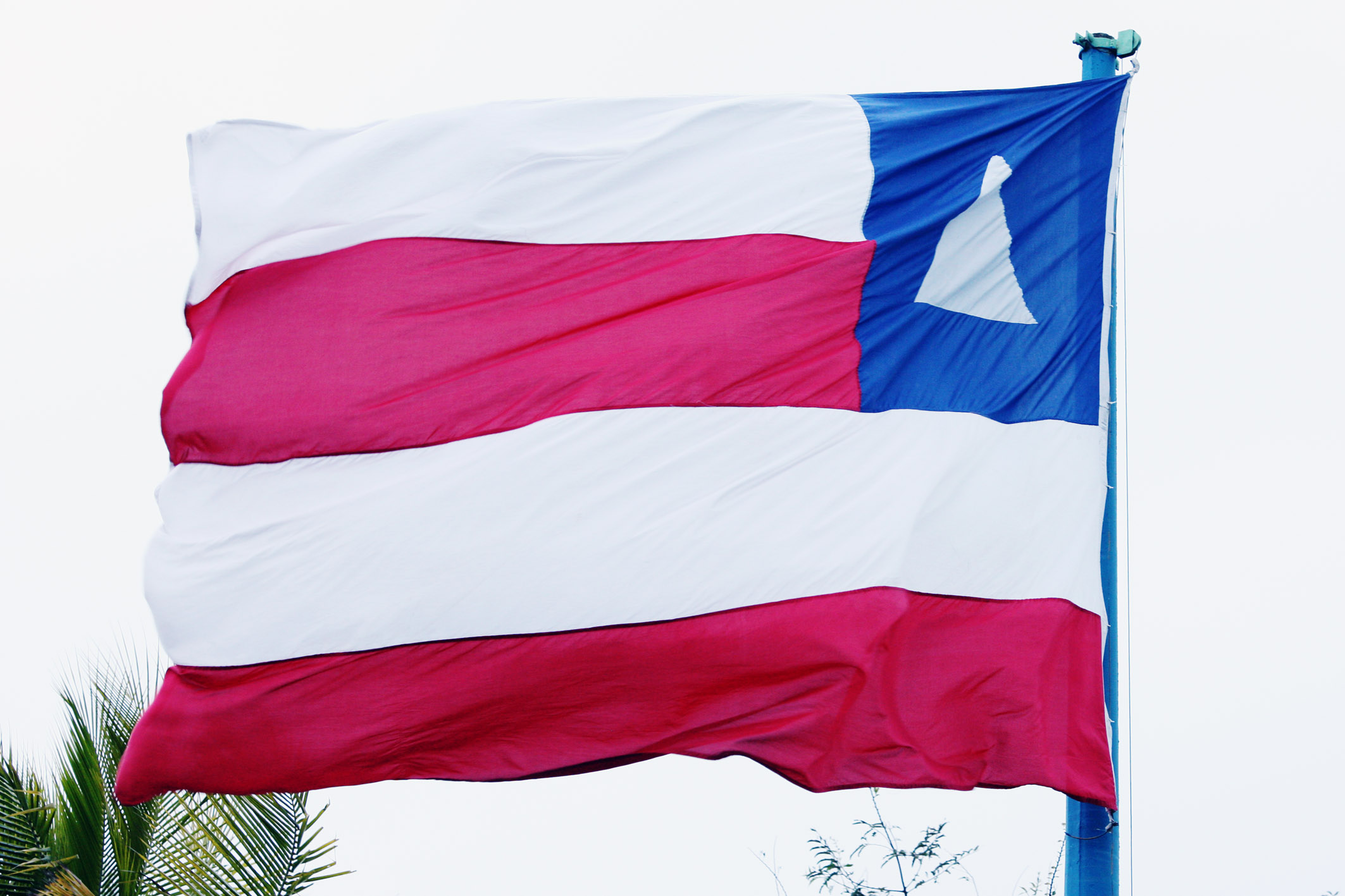
Vista do verso da bandeira flamulando na Vila Policial Militar do Bonfim, em Salvador

Trata-se de uma bandeira tricolor retangular barrada (isto é, com raias horizontais) alternadamente em vermelho (primeira e terceira raias) e branco (segunda e quarta) e com um triângulo branco no cantão dextro do chefe (isto é, no ângulo interno superior esquerdo) na cor azul. Na ausência de descrição legal, algumas publicações descreveram que as dimensões da bandeira seguem a proporção 7:10.
Embora criada no fim do século XIX, suas características remontam a um ideário presente na política baiana desde fins do século XVIII, época dos Movimentos Emancipacionistas no Brasil Colônia e das Revoluções do Atlântico. Naquela época ocorreram a Revolução Americana de 1776 e a Independência dos Estados Unidos, a Revolução Francesa e o fim da monarquia absolutista naquele país, a Inconfidência Mineira (ou Conjuração Mineira), e a Revolta dos Búzios (ou Revolta dos Alfaiates, Conjuração Baiana). Esses movimentos tinham em comum lutas por liberdade e igualdade e estão ligados a ideologias do republicanismo e liberalismo político. No caso da última, ocorrida em Salvador, ela pautou ainda a abolição da escravidão.
Suas características remontam a esses eventos em função das referências das cores, formas geométricas e posicionamentos escolhidos. As cores azul, vermelho e branco são "cores libertárias" presentes nas bandeiras dos Estados Unidos e da França, como também já haviam figurado em 1798 nos símbolos da Revolta dos Búzios. O azul e o branco também foram cores das bandeiras de outros movimentos republicanos separatistas na Bahia, como a Sabinada e a Federação do Guanais. A disposição das cores, as raias horizontais alternadas e o cantão representam a inspiração maior no pavilhão dos Estados Unidos. O triângulo presente no cantão e sua cor branca evocam o símbolo da Maçonaria adotado na Inconfidência Mineira e na bandeira de Minas Gerais, assim como o ideal de "liberdade, igualdade, fraternidade" da Revolução Francesa.
Por outro lado, Alfred Znamierowski, em The world encyclopedia of flags, de 2001, seguiu outra interpretação para as raias horizontais da bandeira baiana. No capítulo sobre estrelas, faixas a influência do desenho da bandeira estadunidense, dividiu as bandeiras influenciadas em dois grupos. Em um grupo, a inspiração estadunidense corresponde à aderência aos ideias republicanos de liberdade e democracia da Revolução Americana de 1776. Enquanto isso, no outro grupo, a inspiração está relacionada ao propósito de representar a quantidade de subdivisões a partir das estrelas e/ou faixas presentes no desenho. Neste último grupo foi incluída a bandeira da Bahia, assim como a nacional de 1899 e a de outros seis estados brasileiros (Amazonas, Goiás, Maranhão, Piauí, São Paulo e Sergipe). Apesar disso, Znamierowski não indicou quais subdivisões baianas as quatro raias representariam, já que a bandeira não carrega estrelas.
Quando disposta em um dispositivo ao lado da bandeira nacional e de outras bandeiras do Distrito Federal e dos outros estados brasileiros, a bandeira baiana deve ficar mais próxima à bandeira nacional em função da ordem de precedência em vigor no Brasil. O critério usado é a constituição histórica das unidades, sendo a Bahia a mais antiga, conforme Decreto Presidencial número 70 274, de 9 de março de 1972.

## Bandeiras antigas
Ao longo da história, outras bandeiras foram utilizadas na Bahia, inclusive para fins independentistas. Embora tenha prevalecida a repressão aos rebeldes, esse histórico repercutiu no desenho da bandeira atual do estado e endereça alguma tradição culminada nesse desenho consagrado popularmente.
- Bandeira da República Baiana — foi lançada em 1798 pelos conjurados da Revolta dos Búzios, sob os ideais da Revolução Francesa, para ser símbolo da república proclamada em 12 de agosto de 1798 em Salvador, com escravidão e privilégios aristocráticos abolidos e tributação reduzida.[31] A bandeira é tricolor desenhada em três palas (raias verticais) seguindo a ordem azul-branco-azul e por uma figura central vermelha.[31] Esta configura-se como um conjunto de seis estrelas vermelhas de cinco pontas, sendo uma posicionada no centro e de tamanho maior que as outras, enquanto as menores estão posicionadas entre as pontas da maior.[31] Há divergência quanto o posicionamento das estrelas, se com a ponta para cima ou para baixo: segundo Clóvis Ribeiro, a estrela maior tem sua ponta para baixo e as menores, para cima; Klauss Erich Klein descreveu o oposto completo de Ribeiro; e, de acordo com Arthur Luponi, todas as estrelas apontam para cima.[31] Em 2015, o Governo da Bahia hasteou a versão da bandeira descrita por Ribeiro acrescida da inscrição em latim Surge nec mergitur (traduzida para a língua portuguesa como "Apareça e não se esconda") na Praça da Piedade, onde estão também os bustos dos líderes republicanos de 1789 enforcados (Luís Gonzaga das Virgens, Lucas Dantas, Manuel Faustino dos Santos Lira e João de Deus Nascimento).[32][33] Em 2017, João Jorge, então presidente do Grupo Olodum, ficou encarregado da confecção do Memorial Revolta dos Búzios por artistas plásticos da Bahia e propôs a transferência do monumento daquela bandeira para o memorial.[14][34] Em 2021, novamente houve cerimônia de hasteamento da bandeira na Piedade.[13][35]
- Bandeira da Federação do Guanais — foi içada no Forte de São Marcelo no dia seguinte à tomada do forte para a Revolução Federalista Baiana, de 1832, liderada por Bernardo Miguel Guanais Mineiro e com o propósito de estabelecer o federalismo durante o conturbado Período Regencial do Império do Brasil.[6] A bandeira corresponde a um desenho bicolor de três palas na ordem branco-azul-branco,[6] repetindo cores presentes na bandeira de 1798.[27] Essa bandeira foi descrita pelo historiador da dita revolução Brás do Amaral em livro de 1913, segundo Clóvis Ribeiro.[6] Em meados do século XX, Alberto Silva e Brás do Amaral defenderam adoção oficial da bandeira dos federalistas de 1832 por parte do Estado da Bahia, dada a ausência de legislação descritiva do desenho criado por Ramos e por perceberem o desenho de 1832 fruto de "movimento nosso", de idealização e criação "própria".[8]
- Bandeira da República Baiense — foi criada no âmbito da Revolta Sabinada, realizada sob a liderança de Francisco Sabino Álvares da Rocha Vieira e em contestação aos governos regenciais do Brasil Império.[15] A bandeira servia de símbolo ao Estado proclamado a partir da independência da província da Bahia do Império do Brasil entre os anos de 1837 e 1838.[15] Seu desenho era bicolor com uma pala central branca e outras duas azuis, configurando uma tradição das bandeiras separatistas anteriores de 1832 e 1798 em ter raias verticais alternadas azuis e brancas.[15] Pelas semelhanças, foi descrita como uma versão reavivada da bandeira de 1798, dessa vez, despojadas do conjunto de estrelas.[27]
- Galhardete ou bandeira da Província da Bahia — foi portado por navios mercantes brasileiros do século XIX como indicação da província de origem.[36][37] Como a bandeira do Império do Brasil era oficial de todas as províncias, especialmente aquelas litorâneas contavam com bandeiras extraoficiais para a marinha mercante, sendo pouco usadas, ainda que incentivadas.[37] Tratava-se de flâmula retangular longa de proporção aproximada 1:6 com um padrão geométrico simples bicolor de três contrabandas (raias diagonais) brancas em um campo vermelho, segundo desenho encontrado em álbum da Marinha francesa de 1858 (Album des pavillons, guidons et flammes de toutes les puissances maritimes).[36] Já a Coleção de Carlos Piquet abrigada pelo Museu Histórico Nacional, no Rio de Janeiro descreve como bandeiras em cujo padrão de forma e partição equivale à forma invertida ou espelhada da bandeira da Província de São Pedro do Rio Grande do Sul (o campo azul toma lugar do campo vermelho baiano).[37] A versão presente na Coleção de Carlos Piquet assemelha-se à bandeira estadual pelas raias brancas e vermelhas intercaladas, porém, o sentido é diagonal na mais antiga e horizontal na vigente.[30]

## Variações e derivações
Há uma variação histórica do desenho de Ramos que circulou na Bahia. Nessa versão, o triângulo maçônico branco é vazado, ou melhor, é sobreposto por outro triângulo menor na mesma cor do cantão. Esse desenho estampou embalagens de barras de sabão da empresa brasileira Eucalol na década de 1930.
Com relação a derivações, na esfera governamental, marcas das gestões dos governadores em exercício de seus mandatos tomam a bandeira estadual como fonte de inspiração, com atenção especial às três cores e ao triângulo. E justamente em referência às três cores, a Universidade Estadual do Sudoeste da Bahia (UESB) ostenta em seu brasão o azul, branco e vermelho. Da bandeira também derivou o escudo do Esporte Clube Bahia, popular clube futebolístico da capital estadual, sendo que figura no escudo de forma auto-reproduzida, remetendo à ideia de fractal.

Exemplos de variações e derivações da Bandeira Estadual da Bahia
Desenho antigo alternativo da bandeira atual.
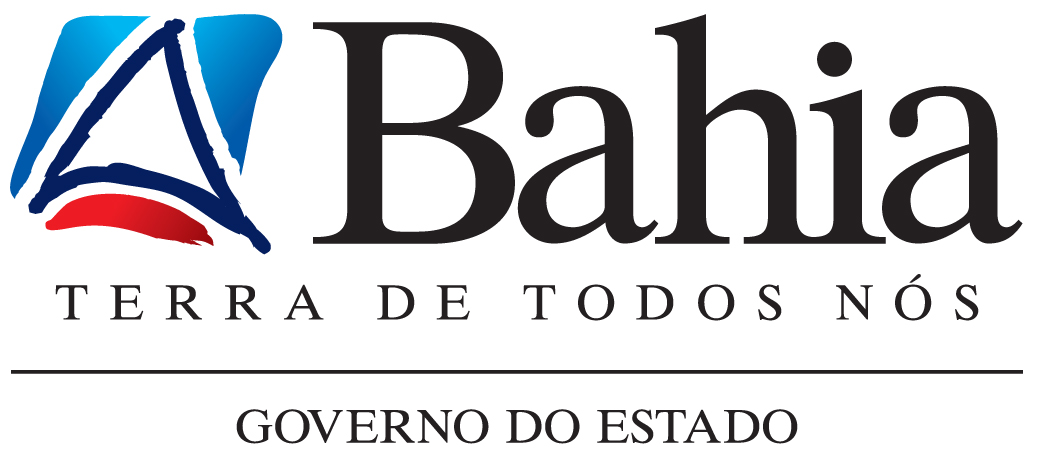
Marca do Governo da Bahia no período 2011-2014
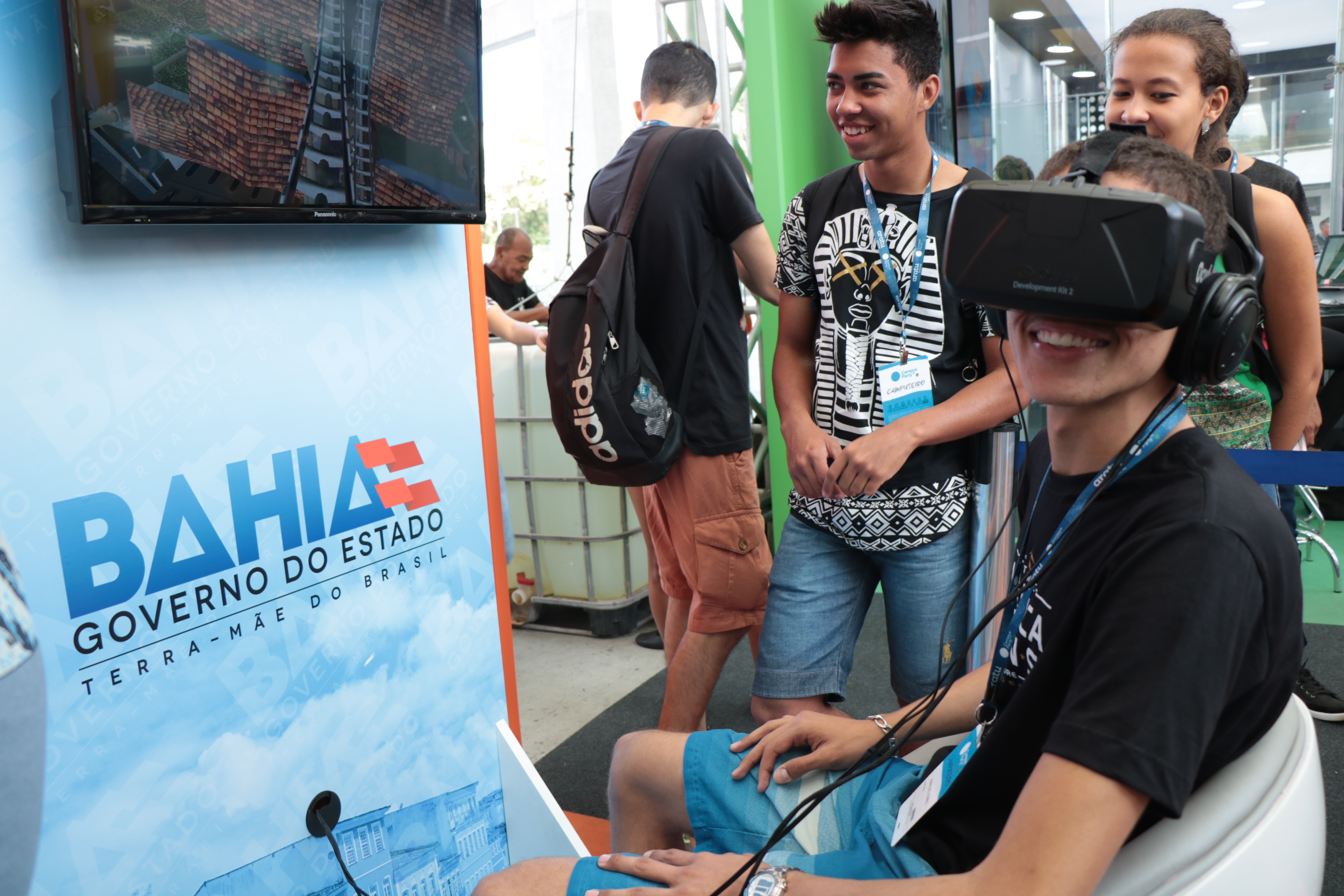
Marca do Governo da Bahia em 2017
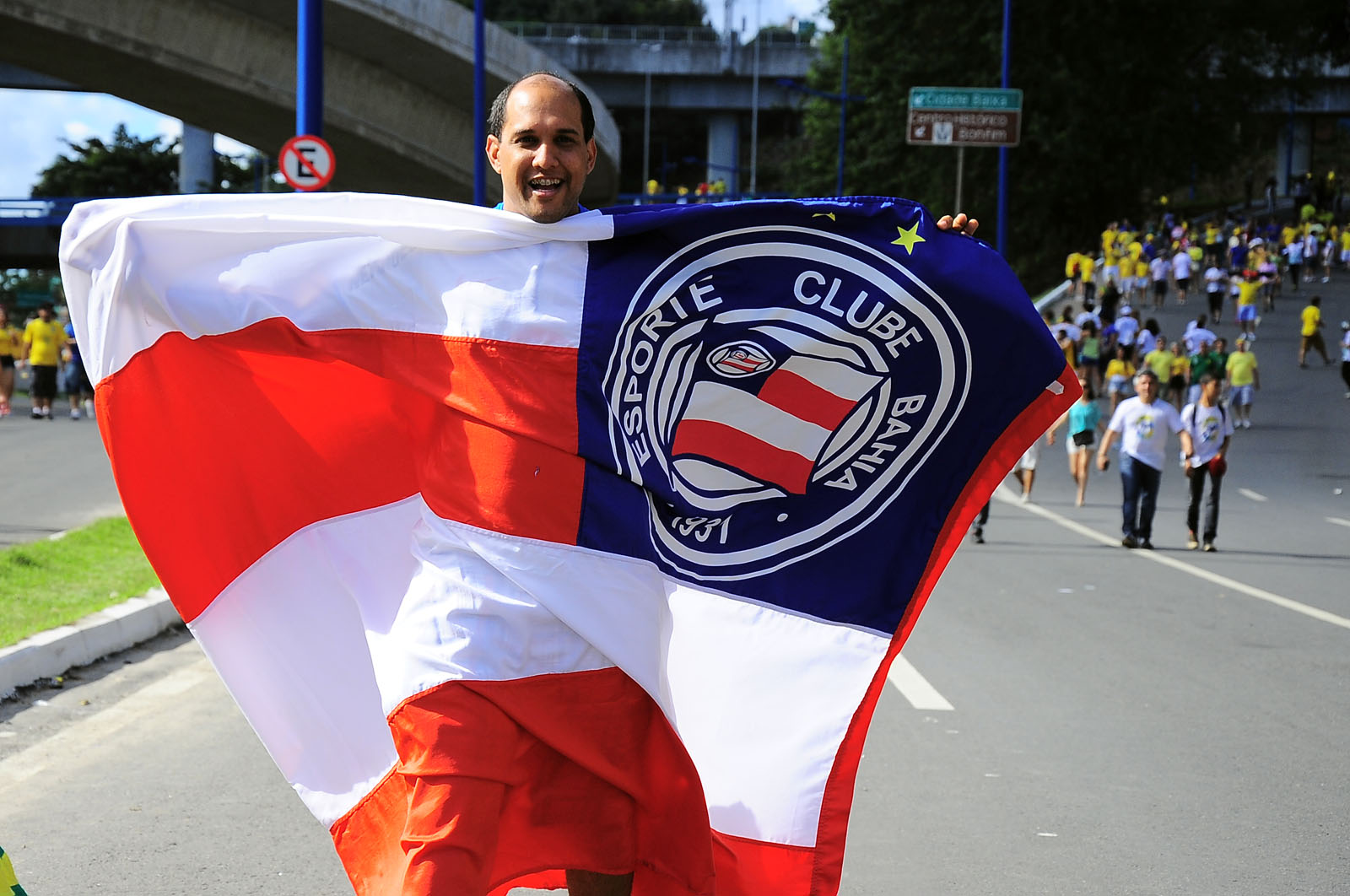
Bandeira estadual com o escudo do EC Bahia no lugar do triângulo
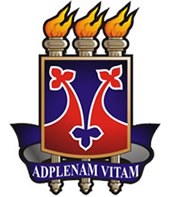
Brasão da UESB
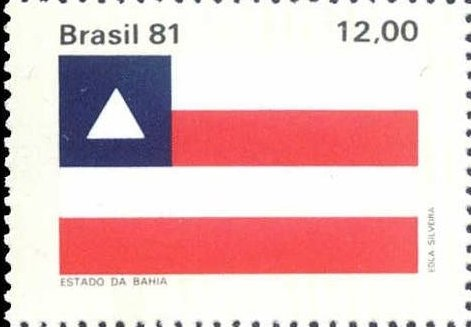
Selo brasileiro de 1981